# Anna Lagerberg
Anna Hedvig Lovisa Lagerberg, född 22 oktober 1855 i Göta livgardes församling, Stockholms stad, död 25 augusti 1932 i Oscars församling, Stockholms stad, var en svensk grevinna och hovfröken.

## Biografi
Anna Lagerberg föddes 1855 i Göta livgardes församling, Stockholm. Hon var dotter till militären och riksdagsmannen Sven Lagerberg och Mariana Lovisa von Rosen. Lagerberg blev i september 1881 hovfröken hos kronprinsessan Victoria av Baden och blev senare tjänstefri. Hon tilldelades Kronprins Gustafs och Kronprinsessan Victorias silverbröllopsmedalj. Lagerberg avled 1932 i Oscars församling, Stockholm.